# Andreas Kieling – Mitten in Südafrika
Andreas Kieling – Mitten in Südafrika ist eine fünfteilige Dokumentationsreihe aus dem Jahre 2010 von Michael Kaschner und Marcus Fischötter. Die Filmreihe zeigt, wie Andreas Kieling die 3000 Kilometer lange Küste Südafrikas, mit kleinen Abstechern ins Hinterland, bereist.

## Folgen
1. Die Westküste (Deutsche Erstausstrahlung: 31. Mai 2010)
2. Das Kap (Deutsche Erstausstrahlung: 1. Juni 2010)
3. Die Steilküste des Ostens (Deutsche Erstausstrahlung: 2. Juni 2010)
4. Am Indischen Ozean (Deutsche Erstausstrahlung: 3. Juni 2010)
5. Der Busch – Auf der Spur der „Big Five“ (Deutsche Erstausstrahlung: 4. Juni 2010)